# Jolobî, Tomașpil
Jolobî (în ucraineană Жолоби) este o comună în raionul Tomașpil, regiunea Vinnița, Ucraina, formată numai din satul de reședință.

## Demografie
Componența lingvistică a satului Jolobî
     Ucraineană (98,27%)
     Română (1,15%)
     Alte limbi (0,58%)
Conform recensământului din 2001, majoritatea populației satului Jolobî era vorbitoare de ucraineană (98,27%), existând în minoritate și vorbitori de română (1,15%).